# Cireșu (okręg Mehedinți)
Cireșu – wieś w Rumunii, w okręgu Mehedinți, w gminie Cireșu. W 2011 roku liczyła 211 mieszkańców.